# 어란진초등학교 어불분교
어란진초등학교 어불분교는 대한민국 전라남도 해남군에 있는 공립 초등학교이다.

## 학교 연혁
- 1963년 9월 20일: 개교

## 참고 자료
- 어란진초등학교어불분교장 - 한국교육학술정보원 학교알리미